# Edgar Amphlett
Edgar Montague Amphlett (ur. 1 września 1867 w Dorchester, zm. 9 stycznia 1931 w Londynie) – brytyjski szermierz i dziennikarz, srebrny medalista olimpijski.

## Życiorys
Urodził się w Dorchester jako syn Henry’ego Jamesa Amphletta. Kształcił się w Hull Grammar School, w wieku 17 lat dołączył do zespołu Echo, następnie przez 16 lat pracował w galerii prasowej w Houses of Parliament. W 1899 roku wstąpił do sztabu The Times. 
W czasie pierwszej wojny światowej został korespondentem wojennym we Francji. Pozostał w Boulogne po tym, jak armia brytyjska opuściła miasto podczas odwrotu od Mons, a następnie przeniósł się do Arras, dołączając do strumienia uchodźców, pisząc dziennik opublikowany w "The Times". We wrześniu 1915 roku został tymczasowo zatrudniony jako kapitan sztabowy, następnie przez kolejne cztery lata we Francji pełnił funkcję oficera dyżurnego pociągu i oficera transportu kolejowego. 
We wrześniu 1919 roku Amphlett ponownie wstąpił do załogi "The Times". W 1920 roku został specjalnym korespondentem w Irlandii, później tego samego roku został wysłany do Fiume (obecnie Rijeka), gdzie był jedynym korespondentem w mieście podczas włoskiej blokady poprzedzającej kapitulację Gabriele d'Annunzio. Później pracował w paryskim biurze The Times, zanim wrócił do Londynu w 1925 roku, gdzie był odpowiedzialny za specjalne wydania pisma.
Na igrzyskach olimpijskich w Londynie w 1908 roku razem z Robertem Montgomerie, Leafem Daniellem, Cecilem Haigiem, Edgarem Seligmanem i Martinem Holtem był drugi w szpadzie drużynowej. W turnieju indywidualnym odpadł w drugiej rundzie. Brał też udział w igrzyskach olimpijskich w Sztokholmie w 1912 roku. W szpadzie indywidualnej oraz we florecie indywidualnym dotarł do półfinałów. Został zgłoszony do startu we florecie drużynowym na igrzyskach olimpijskich w Paryżu w 1924 roku, jednak ostatecznie nie wystąpił.